# Hans Kelder
Hans Kelder – holenderski brydżysta.
Hans Kelder od roku 2006 jest trenerem (couchem) reprezentacji kobiet, juniorów i dziewcząt na europejskich i światowych zawodach.

## Wyniki brydżowe

### Zawody europejskie
W europejskich zawodach zdobył następujące lokaty:
| Zawody europejskie. Konkurencja teamów | Zawody europejskie. Konkurencja teamów | Zawody europejskie. Konkurencja teamów | Zawody europejskie. Konkurencja teamów | Zawody europejskie. Konkurencja teamów | Zawody europejskie. Konkurencja teamów |
| Rok                                    | Miejsce                                | Zawody                                 | Kategoria                              | Drużyna                                | Pozycja                                |
| -------------------------------------- | -------------------------------------- | -------------------------------------- | -------------------------------------- | -------------------------------------- | -------------------------------------- |
| 2008                                   | Amsterdam                              | 7 Puchar Europy                        | Open                                   | BS Netherlands                         | 2                                      |

## Klasyfikacja
- Hans Kelder – klasyfikacja WBF (ang.)
- Hans Kelder – klasyfikacja EBL (ang.)